# Josh White Jr.
Josh White Jr. (New York, 1940. november 30. – Rochester, 2024. december 28.) amerikai bluesszenész. Legendás énekes, gitáros, színész, aktív társadalmi szereplő. Négyéves korában szerzett hírnevet azzal, hogy fellépett apjával a New York-i Café Society-ben, Amerika első integrált éjszakai klubjában. 1987-ben Grammy-díjra jelölték.

## Pályafutása
Josh White zenész, színész és polgárjogi aktivista gyermekeként született. Keresztszülei Franklin D. Roosevelt, akkori amerikai elnök és felesége, Eleanor Roosevelt voltak, akikkel édesapja 1941-es Fehér Házi látogatása óta szoros kapcsolatot ápolt.
A fiatal White négy évesen lépett először színpadra apjával. A következő két évtizedben rendszeresen felléptek együtt, többek között: Broadway-produkciók színészeként. 1949-ben White megkapta a legjobb gyerekszínésznek járó Tony-díjat a How Long Til Summer? című filmben nyújtott alakításáért.
A zeneiparban a „See Saw” című kislemezzel debütált, amelyet 1956-ban adott ki a Decca Records. White Marvin Hamlischot az iskolából ismerte, ahol olyan osztálytársai voltak, mint Elliott Gould, Sandra Dee, Leslie Uggams és Christopher Walken. Az 1960-as évek elején bekövetkezett folkzei újjászületés nyomán White egyre inkább zenei karrierjére koncentrált. Első sikerét 1962-ben érte el a „Do You Close Your Eyes” című kislemezével.
1983-ban White visszatért a színpadra, hogy először szerepeljen egy musicalben. Ugyanebben az évben mutatta be az 1969-ben elhunyt édesapja életét bemutató JOSH: The Man & His Music című sikeres színpadi darabot, amelyet azóta is rendszeresen − néhány évente − előadtak.
A szintén apjának dedikált „Jazz, Ballads and Blues" című instrumentális albumot 1987-ben Grammy-díjra jelölték. A következő években számos albumot adott ki: többek között egy újabb albumot: „In Tribute to Josh White: House of Rising Son” címmel apja tiszteletére (1999).

## Albumok
(válogatás)
- The Josh White Jr. Album (1967)
- One Step Further (1968)
- Josh White Jr. (1978)
- Jazz, Ballads and Blues (1986)
- In Tribute to Josh White: House of Rising Son (1999)
- Cortelia Clark (2000)
- Live (2003)
- By Request (2009)
- Tuning For The Blues (2010)

## Díjak
- 1949: Tony-díj – legjobb gyerekszínész
- 1987: Grammy-díj jelölés